# Gerd Stricker
Gerd Stricker (* 1941 in Breslau; † 21. Mai 2019 in Küsnacht) war ein deutscher Historiker.

## Leben
Nach der Promotion zum Dr. phil. 1978 in Münster war er Redakteur und bis 2009 Chefredakteur der Zeitschrift G2W (heute: RGOW) und war am Ostkirchen-Institut der Universität Münster tätig, bevor er 1986 von Münster nach Zürich zum Institut G2W wechselte.

## Schriften (Auswahl)
- Die Geschichte der Russischen Orthodoxen Kirche in der Diaspora, OEZ, 2009, ISBN 978-3-940452-45-0
- Russland, Siedler, Berlin, 1997, ISBN 978-3-88680-468-9
- Religion in Russland Darstellung und Daten zu Geschichte und Gegenwart, Gütersloher Verlag-Haus, Gütersloh, 1993, ISBN 978-3-579-00634-5
- Mit Peter Hauptmann: Die Orthodoxe Kirche in Russland, Vandenhoeck & Ruprecht, 1988, ISBN 978-3-525-56179-9